# Гран при Сува игла
Гран при „Сува игла" се додељује на међународном графичком бијеналу у Ужицу. Постоје још три награде  "Златна игла“, „Сребрна игла“ и „Бронзана игла“.
На 7. бијеналу маја 2005. награде су подељене на следећи начин:
- „Гран при“ - Тоши Јошизуми (Јапан)
- „Златна игла“ - Миодраг Млађеновић
- „Сребрна игла“ - Слободан Кнежевић
- „Бронзана игла“ - Кохсен (Јапан)